# Галицын, Сергей Викторович
Сергей Викторович Галицын (род. 28 октября 1974 года, Кременчуг) — российский спортивный преподаватель. Ректор Дальневосточной государственной академии физической культуры (с 2011 года). Профессор (2007). Доктор педагогических наук (2012). Профессор РАО (2020).

## Биография
Сергей Викторович Галицын родился 28 октября 1974 года в городе Кременчуг Полтавской области Украинской ССР. С 1990 по 1992 год работал тренером спортивной секции по футболу в средней школе посёлка Ягодный Хабаровского края.
В 1996 году окончил с отличием Хабаровский государственный институт физической культуры по специальности «Тренер-преподаватель по физической культуре и спорту», после чего остался работать в вузе преподавателем кафедры теории и методики физического воспитания.
С 1998 по 2001 год был преподавателем физического воспитания в профессиональном коммерческом лицее № 41 Хабаровска.
В 1999 году защитил кандидатскую диссертацию на тему «Пути совершенствования физического воспитания подростков в детских домах».
С 2001 по 2002 год был доцентом кафедры теории и методики физического воспитания ХГИФК, а с 2002 по 2003 год — кафедры оздоровительной физической культуры, экономики и менеджмента.
В 2003 году окончил Хабаровскую государственную академию экономики и права по специальности «Юриспруденция».
С 2003 по 2005 год работал доцентом кафедры менеджмента, экономики и права, с 2005 по 2010 года был заведующим этой кафедрой. С 2010 по 2011 год работал проректором по учебной работе.
В январе 2011 года вошёл в состав Совета по физической культуре и спорту при губернаторе Хабаровского края, а в июне 2011 года избран ректором Дальневосточной государственной академии физической культуры.
В 2012 году защитил докторскую диссертацию на тему «Педагогическая система физкультурной деятельности как средство профилактики социально-негативного поведения подростков».
Член президиума Совета ректоров вузов Хабаровского края и ЕАО. Член межведомственной комиссии по развитию физической культуры, массового спорта и традиционных видов физической активности Совета при Президенте Российской Федерации по развитию физической культуры и спорта.
Под руководством Галицына 15 аспирантов защитили диссертации на соискание ученой степени кандидата педагогических наук.

## Санкции
6 марта 2022 года после вторжения России на Украину подписал письмо в поддержу российской агрессии. С 9 июня 2022 года находится под персональными санкциями Украины за поддержку войны. Также был внесён ФБК в список коррупционеров и разжигателей войны за поддержку нападения на Украину, 16 марта 2022 года форумом свободной России внесён в «Список Путина» с предложением введения против него международных санкций.

## Награды и звания
- Премия губернатора Хабаровского края в области высшего и среднего профессионального образования (2006).
- Почётная грамота губернатора Хабаровского края (2012).
- Памятная медаль «XXII Олимпийские зимние игры и XI Паралимпийские зимние игры 2014 года в г. Сочи» (2014).
- Нагрудный знак «Признание и почёт» (2015).
- Медаль Петра Лесгафта (2016)[11].
- Почётное учёное звание «Профессор РАО» (2020)[12].

## Публикации
Монографии
- Галицын С. В., Романов Р. В. Подготовка квалифицированных спортсменов в джиу-джитсу на основе моделирования и прогнозирования тренировочной деятельности. — Хабаровск: ДВГАФК, 2015. — 135 с. ISBN 978-5-8028-0178-9

Учебные пособия
- Галицын С. В., Минаев А. В., Ткаченко П. А. Спортивный менеджмент. — Хабаровск: ДВГАФК, 2012. — 159 с. ISBN 978-5-8028-0149-9
- Галицын С. В., Ткаченко П. А. Менеджмент (Основы обучения на профиле «спортивный менеджмент»). — Хабаровск: ДВГАФК, 2014. — 121 с.